# Karl Langer
Karl Langer (Vienna, 1819 – 1887) è stato uno zoologo austriaco.

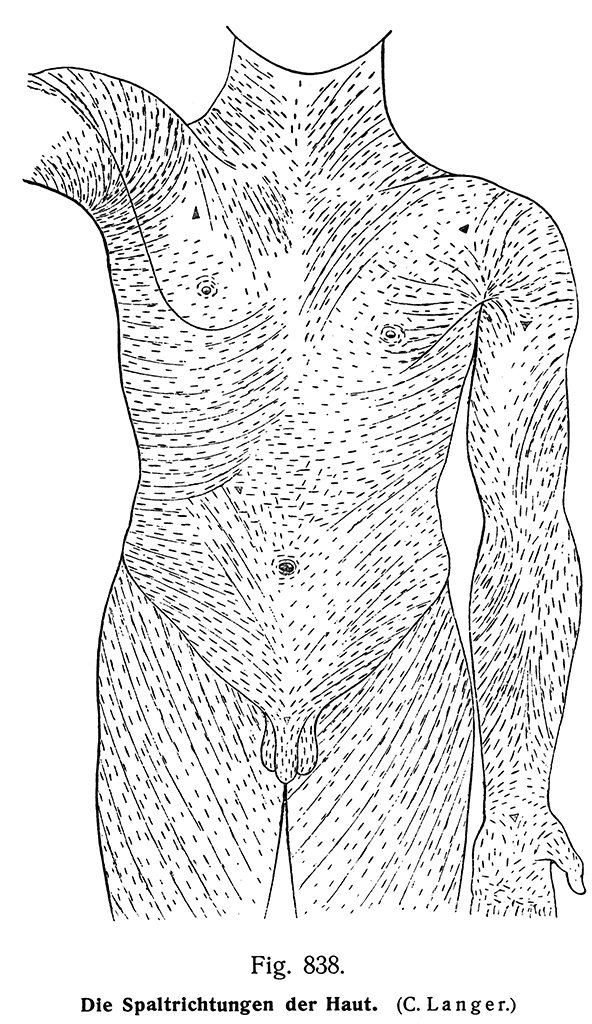
Una sua illustrazione

Insegnante all'Università di Vienna, è ricordato esclusivamente per un Lehrbuch der systematischen und topographishen Anatomie (1882).